# No Baggage
No Baggage – drugi solowy album wokalistki zespołu The Cranberries, Dolores O’Riordan. Został wydany 21 sierpnia 2009 w Irlandii, a premiera światowa miała miejsce 24 sierpnia 2009 oraz dzień później w Ameryce Północnej. Pierwszy singel z tej płyty „The Journey” był wydany po raz pierwszy 13 lipca w USA i dopiero 10 sierpnia w Europie.
Płyta zawiera 11 utworów autorstwa Dolores oraz nową wersję znanej wcześniej jej piosenki „Apple Of My Eye”, która była wydana na poprzedniej płycie „Are You Listening?”.
W pierwszym tygodniu sprzedaży 'No Baggage' znalazło się na 80 miejscu Irish Albums chart, na 56 miejscu na Irish iTunes Top Albums Chart oraz na 22 miejscu listy najlepiej sprzedawanych płyt w sieci sklepów muzycznych HMV Ireland.

## Spis utworów
1. „Switch Off the Moment” – 3:18
2. „Skeleton” – 3:24
3. „It's You” – 4:11
4. „The Journey” – 3:52
5. „Stupid” – 4:45
6. „Be Careful” – 4:20
7. „Apple of My Eye (New Version)” – 4:47
8. „Throw Your Arms Around Me” – 4:26
9. „Fly Through” – 3:54
10. „Lunatic” – 4:28
11. „Tranquilizer” – 3:51

Strony B
1. „You Set Me on Fire” – 4:22
2. „I Want You” – 3:14
3. „Loser (New Version)” – 2:59

Utwory dodatkowe (dostępne przez iTunes)
- 12 „You Set Me on Fire” – 4:22
- 13 „Track By Track” – 6:31 (Dolores komentuje każdy utwór po kolei)

Źródło:

## Skład zespołu
- Gitary – Dan Brodbeck
- Gitara basowa – Marco Mendoza oprócz “The Journey”
- Pianino – Dolores O’Riordan & Denny DeMarchi
- Perkusja – Ger Farrell oprócz “Stupid”
- Gitara basowa w utworze “The Journey” – Dan Brodbeck
- Gitara w utworze “Stupid” – Steve DeMarchi oraz Dan Brodbeck
- Perkusja w utworze “Stupid” – Corey Thompson
- Instrumenty perkusyjne w utworze “Throw Your Arms Around Me” – Corey Thompson
- Digeridoo – Matt Grady

## Listy przebojów
| Lista (2009)                                   | Najwyższa pozycja |
| ---------------------------------------------- | ----------------- |
| Włoska lista najlepszych albumów               | 6                 |
| Szwajcarska lista najlepszych albumów          | 25                |
| Francuska lista najlepszych albumów            | 30                |
| Belgijska lista najlepszych albumów (Walonia)  | 30                |
| Hiszpańska lista najlepszych albumów           | 48                |
| Belgijska lista najlepszych albumów (Flandria) | 75                |
| Irlandzka lista najlepszych albumów            | 80                |